# ارهانكرر

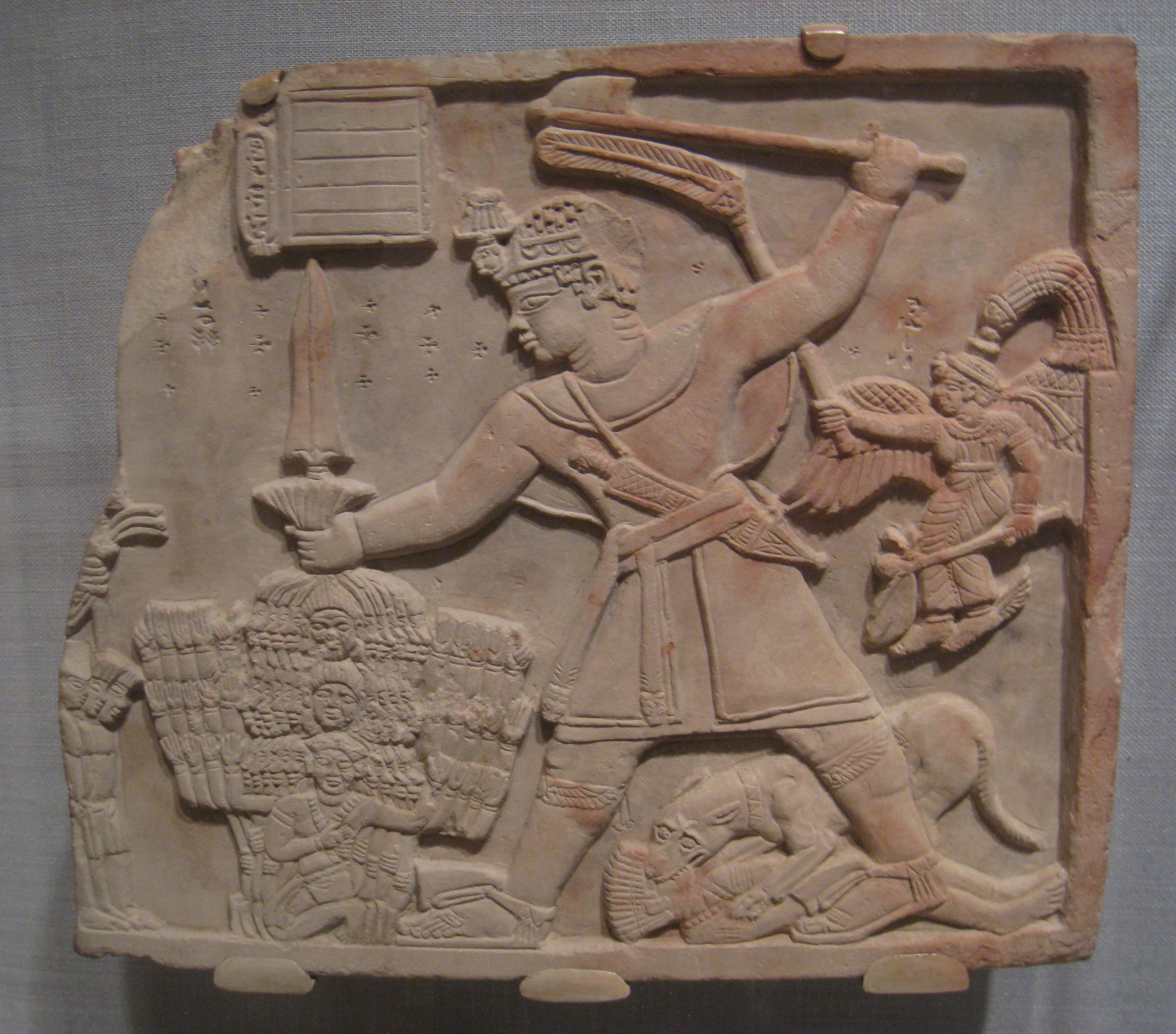
الأمير ارهانكرر يذبح أعدائه

ارهانكرر أو اركانكر هو أمير نوبي تم تنصيبه في العام 15 ميلادية ولياً لعهد أبوه الملك نتكامانى وامه الملكة أماني تاري الذان اقتسما عرش مملكة كوش في مروي في بداية القرن الميلادي الأول، وفي نفس فترة التنصيب تم الانتهاء من تشييد معبد امون في مدينة النقعة فنحتت له بلاطة ضخمة في المعبد، تعرض حالياً في متحف رسستر للفنون في ماريلاند بالولايات المتحدة.
وعلي حسب نظرية العالم الأمريكي جورج اندرو ريزنر ان الأمير ارهانكرر توفي وفاة طبيعية وهو شاب فخلفه علي ولاية العهد أخوه الأصغر الأمير اركاكهتني، ودفن في المقابر الملكية في البجراوية، ومنح اسماً للتنصيب بعد موته وهو: آنجي كي ري.